# Rambuteau (stanice metra v Paříži)
Rambuteau je nepřestupní stanice pařížského metra na lince 11 ležící na hranicích 3. a 4. obvodu v Paříži. Nachází se na křižovatce ulic Rue Rambuteau a Rue Beaubourg severně od Centre Pompidou.

## Historie
Stanice byla otevřena 28. dubna 1935 jako součást prvního úseku linky 11 mezi stanicemi Châtelet a Porte des Lilas.

## Název
Jméno stanice je odvozeno od názvu ulice, která nese jméno vysokého úředníka z 1. poloviny 19. století, jímž byl Claude-Philibert Barthelot, vévoda de Rambuteau (1781-1869). Byl státním radou, pairem a zejména pařížským prefektem (1833-1848). V této funkci započal přestavbu Paříže, kterou dovršil prefekt Haussmann během Druhého císařství.

## Vstupy a výstupy
Stanice má čtyři východy:
- východ na rue Beaubourg u č. 20
- východ na rue Beaubourg u č. 21 (včetně eskalátoru)
- východ na rue Beaubourg u č. 22
- východ na rue du Grenier-Saint-Lazare u č. 1

## Zajímavosti v okolí
- Centre Georges Pompidou
- Orloj Le Défenseur du temps
- Stravinského fontána
- Gotický kostel Saint-Merri